# Marin Drinow

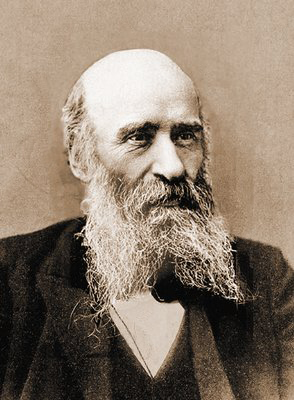
Profesor Marin Drinow

Marin Stojanow Drinow, bułg. Марин Стоянов Дринов (ur. 20 października 1838 w Panagjuriszte, zm. 13 marca 1906 w Charkowie) – bułgarski historyk i filolog okresu odrodzenia narodowego, twórca podwalin współczesnej bułgarskiej historiografii, jeden z założycieli i pierwszy przewodniczący Bułgarskiego Towarzystwa Literackiego.

## Życiorys
Urodził się w rodzinie rzemieślniczej. Podstawowe wykształcenie zdobył w rodzinnym mieście, po czym w 1858 wyjechał do Rosji w celu pogłębienia edukacji. Studiował w seminarium duchownym w Kijowie, a następnie w Uniwersytecie Moskiewskim na Wydziale Historyczno-Filologicznym, gdzie w 1865 uzyskał wyższe wykształcenie. Między 1865 a 1871 pracował na zachodzie, m.in. w Austrii i we Włoszech. W 1869 zaangażował się w utworzenie Bułgarskiego Towarzystwa Literackiego (obecnie Bułgarska Akademia Nauk), którego został pierwszym przewodniczącym. Następnie powrócił do Rosji, gdzie w 1872 zdobył tytuł doktora, a w 1873 docenta filologii słowiańskiej w Uniwersytecie Charkowskim. Pod koniec 1876 otrzymał tytuł profesora zwyczajnego.
W okresie sprawowania władzy w Bułgarii przez tymczasowy rząd rosyjski (1878–1879) powrócił do ojczyzny, by stanąć na czele Ministerstwa Oświaty Narodowej i Spraw Duchownych. W 1878 był współpracownikiem wicegubernatora Sofii. Zaangażował się w tworzenie bułgarskiej państwowości oraz pracę nad Konstytucją Tyrnowską. Dzięki propozycji wysuniętej przez Drinowa, w 1879 Sofia została stolicą Księstwa Bułgarii. Wziął także aktywny udział w założeniu Sofijskiej Biblioteki Publicznej (obecnie Biblioteka Narodowa).
W 1894 na zawsze wyjechał do Charkowa, gdzie do śmierci pracował jako uczelniany wykładowca. W 1898 został członkiem korespondencyjnym Cesarskiej Akademii Nauk w Sankt Petersburgu. Zmarł na skutek gruźlicy, po długotrwałej chorobie. Jego rodzinny dom w Panagjuriszte został zamieniony w muzeum.

## Wybrane prace naukowe
Marin Drinow był autorem wielu publikacji o tematyce historycznej, takich jak:
- Spojrzenie na pochodzenie bułgarskiego narodu i początki bułgarskiej historii (bułg. Поглед върху произхождението на българския народ и началото на българската история, Wiedeń 1869)
- Historyczny przegląd Bułgarskiego Kościoła od jego początku do dziś (bułg. Исторически преглед на Българската църква от самото ѝ начало и до днес, Wiedeń 1869)
- Słowiańskie osadnictwo na Półwyspie Bałkańskim (ros. Заселение Балканскаго полуострова славянами, Moskwa 1873)
- Południowi Słowianie i Bizancjum w X wieku (ros. Южные славяне и Византия в Х веке, Moskwa 1876)